# Aretha Franklin

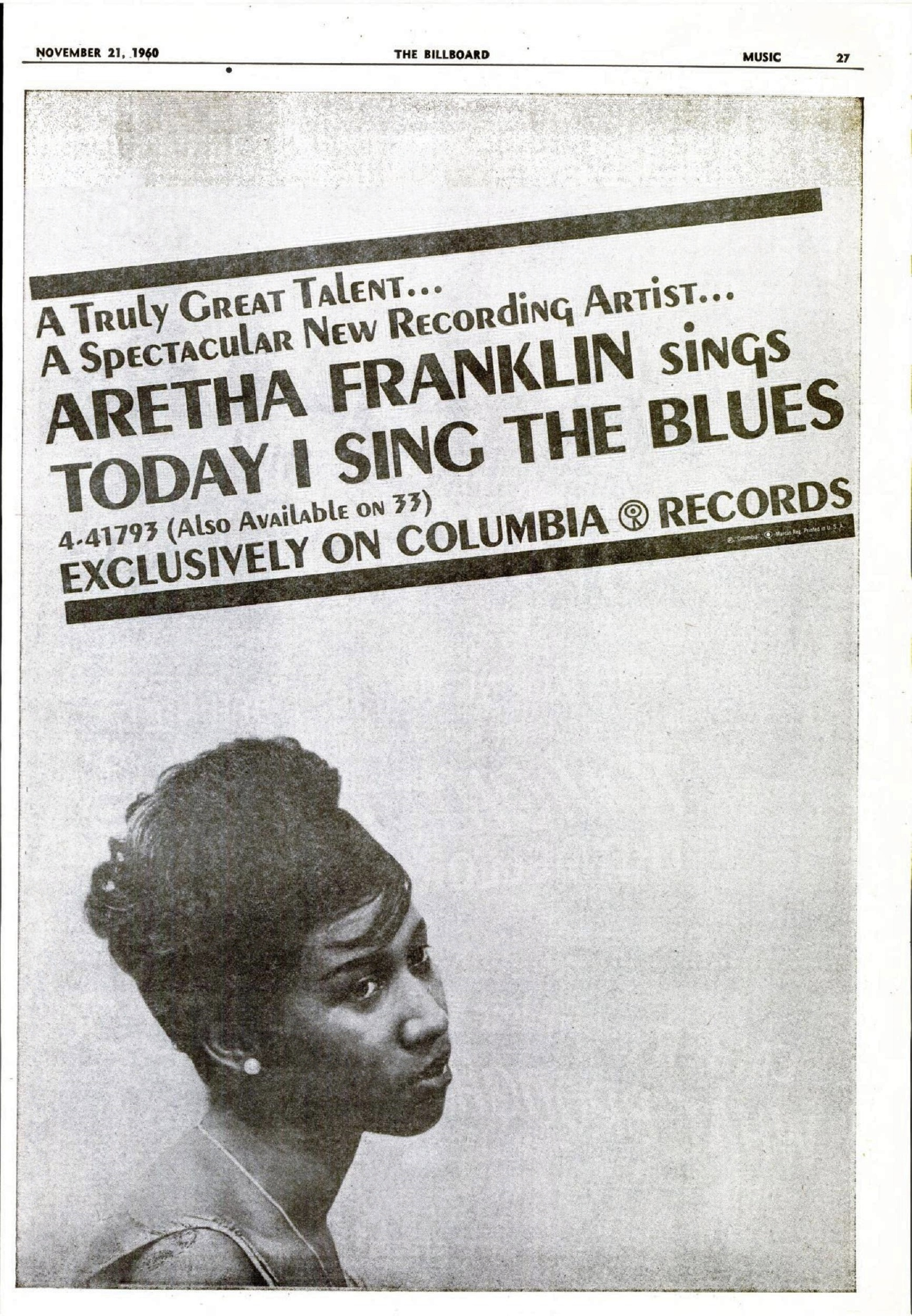
Advertentie voor "Today I Sing the Blues", single van Aretha Franklin uit 1960.

Aretha Louise Franklin (Memphis (Tennessee), 25 maart 1942 – Detroit (Michigan), 16 augustus 2018) was een Amerikaanse gospel-, soul- en r&b-zangeres. Op de ranglijst van 100 beste zangers (m/v) aller tijden van het Amerikaanse muziektijdschrift Rolling Stone staat zij op de eerste plaats.

## Levensloop
Aretha Franklin werd geboren in Memphis (Tennessee) maar groeide op in Detroit (Michigan). Als kind zong ze met haar zussen, Carolyn en Erma, in de baptistenkerk waar haar vader dominee was. Haar eerste plaatopnamen maakte ze toen ze 14 jaar oud was. Ze werd door John Hammond ontdekt en sloot een contract met Columbia Records. Begin jaren zestig vertolkte ze een paar liedjes die populair werden, onder andere het oorspronkelijk door Al Jolson in 1918 uitgebrachte Rock-a-bye Your Baby with a Dixie Melody. In 1968 gaf Aretha Franklin een legendarisch concert in het Concertgebouw in Amsterdam. Het was onderdeel van haar eerste tournee buiten de Verenigde Staten. Zij vertolkte daar onder meer Satisfaction, Dr. Feelgood en A Natural Woman.
Na haar vertrek bij Columbia Records sloot ze een contract met Atlantic Records. Haar producer werd Jerry Wexler, met wie ze een paar zeer invloedrijke r&b-opnamen maakte, zoals I Never Loved a Man (The Way I Love You). De stijl van dit lied had veel meer "soul" dan haar eerdere werk. Tegen het eind van de jaren zestig kreeg Aretha Franklin de bijnaam "The Queen of Soul", omdat ze zo beroemd was geworden en tevens als een rolmodel voor de Afro-Amerikaanse gemeenschap werd gezien. 
Aretha Franklin had veel top 10-hits, waaronder covers van andere beroemdheden, zoals The Beatles (Eleanor Rigby), The Band (The Weight), Simon & Garfunkel (Bridge Over Troubled Water), Sam Cooke en The Drifters. Andere belangrijke hits waren Chain Of Fools, (You Make Me Feel Like) A Natural Woman, Think, Baby I Love You, The House That Jack Built, I Say a Little Prayer en Respect. Spanish Harlem stond in de Hilversum 3 Top 30 / Daverende Dertig één week op de eerste plaats. 
Begin 1980 leek het voorbij met haar carrière, totdat ze een cover van de Doobie Brothers-hit What a Fool Believes opnam. Vlak daarna was ze te bewonderen in de klassieke John Belushi-muziekfilm The Blues Brothers. Het duurde daarna nog zeven jaar voordat ze de hitlijsten weer haalde, maar dat deed ze dan ook met de gigantische hit I Knew You Were Waiting (for Me), een duet met George Michael welke in Nederland begin 1987 een paar weken op nummer 1 stond in de destijds twee landelijke hitlijsten op Radio 3 (de Nederlandse Top 40 en de Nationale Hitparade Top 100). Het nummer werd geschreven door Simon Climie van Climie/Fisher. In 1994 zong ze nog A Deeper Love, een duet met Lisa Fischer, voor de bioscoopkraker Sister Act 2: Back in the Habit uit 1993.
Op 3 januari 1987 werd zij de eerste vrouw die een plaats kreeg in de Rock and Roll Hall of Fame. In 1999 ontving ze de hoogste Amerikaanse kunstonderscheiding, de National Medal of Arts. Op 20 januari 2009 zong Franklin My Country, 'Tis of Thee tijdens de inauguratie van Barack Obama als 44ste president van de Verenigde Staten. In 2010 werd Franklin door het Amerikaanse muziektijdschrift Rolling Stone uitgeroepen tot beste zanger(es) aller tijden. In 2012 werd ze opgenomen in de Gospel Music Hall of Fame.

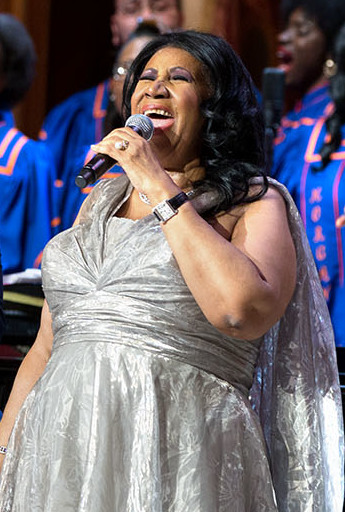
Aretha Franklin treedt op in het Witte Huis (2015)

Op 17 oktober 2014 kwam haar 38ste studioalbum Aretha Franklin Sings the Great Diva Classics uit. Dit album bevat liedjes van andere beroemde zangeressen. De eerste uitgekomen single van dit album was een vertolking van Adele's Rolling in the Deep. Van het album verscheen ook een remix-versie met bewerkingen van Terry Hunter, The Wideboys en Eric Kupper.
Op 6 december 2015 gaf Franklin in bijzijn van president Barak Obama nog een memorabele uitvoering van (You Make Me Feel Like) A Natural Woman in het Kennedy Center ter ere van Carole King die die avond werd gelauwerd als een van de winnaars van de Kennedy Center Honors.
In februari 2017 meldde Franklin dat ze met pensioen zou gaan na de verschijning van haar laatste album in september. Haar laatste publieke optreden was op 7 november 2017 op het gala ter gelegenheid van het 25-jarig jubileum van de Elton John AIDS Foundation in Kathedraal Saint John the Divine in New York.

### Privé
Franklin werd op 28 januari 1955, op haar 12e, moeder van haar eerste zoon, Clarence Franklin. In 1957 werd Edward Franklin geboren. Ze was niet getrouwd met hun vader, Edward Jordan. Van 1961 t/m 1969 was ze getrouwd met Ted White. In 1964 werd Ted White Jr. / Richards geboren. In 1970 werd Kecalf Cunningham geboren. Zijn vader was haar verloofde en manager Ken Cunningham. Van 1978 - 1984 was ze getrouwd met Glynn Turman.

### Gezondheid
In december 2010 werd bekend dat de zangeres ziek was. Ze leed aan alvleesklierkanker. In reactie op speculatie in de media verklaarde de zangeres in augustus 2013 de ziekte te hebben overwonnen en zich weer helemaal te willen richten op haar loopbaan. De ziekte keerde echter terug. Op 13 augustus 2018 werd bekend dat ze thuis palliatieve zorg kreeg en dat ze stervende was. Op 16 augustus 2018 overleed Franklin. Ze werd 76 jaar.

## Film Respect
Respect is een Amerikaanse biografische drama- en muziekfilm uit 2021, onder regie van Liesl Tommy. Hij is gebaseerd op het leven en de carrière van Aretha Franklin, die in de film vertolkt wordt door Jennifer Hudson.

## Discografie

### Albums
- The Gospel Soul of Aretha Franklin (1956)
- The Electrifying Aretha Franklin (1962)
- Laughing on the Outside (1963)
- Unforgettable: A Tribute to Dinah Washington (1964)
- Runnin' Out of Fools (1964)
- Songs of Faith (1965)
- Yeah!!! In Person with Her Quartet (1965)
- Soul Sister (1966)
- Take It Like You Give It (1967)
- I Never Loved a Man the Way I Love You (1967)
- Aretha Arrives (1967)
- Lady Soul (1968)
- Aretha Now (1968)
- Aretha in Paris (1968)
- Soul '69 (1969)
- Soft and Beautiful (1969)
- This Girl's in Love with You (1970)
- Spirit in the Dark (1970)
- Live at Fillmore West (1971)
- Amazing Grace (1972)
- Young, Gifted and Black (1972)
- Hey Now Hey (The Other Side of the Sky) (1973)
- Let Me in Your Life (1974)
- With Everything I Feel in Me (1974)
- You (1975)
- Sparkle (1976)
- Sweet Passion (1977)
- Almighty Fire (1978)
- La Diva (1979)
- Aretha (1980)
- Love All the Hurt Away (1981)
- Jump To It (1982)
- Get It Right (1983)
- Who's Zoomin' Who? (1985)
- Aretha (1986)
- One Lord, One Faith, One Baptism (1987)
- Through the Storm (1989)
- What You See Is What You Sweat (1991)
- A Rose Is Still a Rose (1998)
- So Damn Happy (2003)
- This Christmas (2008)
- A Woman Falling Out of Love (2011)
- Sings the Great Diva Classics (2014)
- A Brand New Me (2017)

### Albums (met eventuele hitnoteringen)
| Album met eventuele hitnotering(en) in de Nederlandse Album Top 100 | Datum van verschijnen | Datum van binnenkomst | Hoogste positie | Aantal weken | Opmerkingen                                                               |
| ------------------------------------------------------------------- | --------------------- | --------------------- | --------------- | ------------ | ------------------------------------------------------------------------- |
| The Electrifying Aretha Franklin                                    | 1962                  | -                     |                 |              |                                                                           |
| Soul, Soul, Soul                                                    | 1968                  | -                     |                 |              |                                                                           |
| Aretha's Gold                                                       | 1969                  | -                     |                 |              | Verzamelalbum                                                             |
| The Best of Aretha Franklin                                         | 1982                  | -                     |                 |              | Verzamelalbum / #10 in de TV LP Top 15                                    |
| Who's Zoomin' Who                                                   | 1985                  | 20-07-1985            | 33              | 9            |                                                                           |
| Aretha                                                              | 1986                  | 15-11-1986            | 38              | 4            |                                                                           |
| Through the Storm                                                   | 1989                  | 20-05-1989            | 48              | 7            |                                                                           |
| The VH-1 Divas Live                                                 | 1998                  | 17-10-1998            | 6               | 33           | met Mariah Carey, Gloria Estefan, Céline Dion en Shania Twain / Livealbum |
| Respect - The Very Best of Aretha Franklin                          | 2003                  | 24-05-2003            | 22              | 6            | Verzamelalbum                                                             |

| Album met hitnotering(en) in de Vlaamse Ultratop 200 albums | Datum van verschijnen | Datum van binnenkomst | Hoogste positie | Aantal weken | Opmerkingen                                                               |
| ----------------------------------------------------------- | --------------------- | --------------------- | --------------- | ------------ | ------------------------------------------------------------------------- |
| The VH-1 Divas Live                                         | 1998                  | 17-10-1998            | 6               | 20           | met Mariah Carey, Gloria Estefan, Céline Dion en Shania Twain / Livealbum |
| The Queen of Soul                                           | 2014                  | 15-02-2014            | 124             | 2            |                                                                           |
| Aretha Franklin Sings the Great Diva Classics               | 2014                  | 25-10-2014            | 81              | 3*           |                                                                           |

### Singles
| Single met eventuele hitnotering(en) in de Nederlandse Top 40 | Datum van verschijnen | Datum van binnenkomst | Hoogste positie | Aantal weken | Opmerkingen                                                |
| ------------------------------------------------------------- | --------------------- | --------------------- | --------------- | ------------ | ---------------------------------------------------------- |
| Respect                                                       | 1967                  | 24-06-1967            | 11              | 12           | Nr. 7 in de Single Top 100                                 |
| Baby I Love You                                               | 1967                  | 22-07-1967            | tip             | -            |                                                            |
| Chain of Fools                                                | 1968                  | 03-02-1968            | 12              | 8            | Nr. 11 in de Single Top 100                                |
| Since You've Been Gone (Sweet Sweet Baby)                     | 1968                  | 06-04-1968            | 22              | 7            |                                                            |
| Think                                                         | 1968                  | 08-06-1968            | 12              | 9            | Nr. 9 in de Single Top 100                                 |
| I Say a Little Prayer                                         | 1968                  | 07-09-1968            | 3               | 14           | Nr. 4 in de Single Top 100                                 |
| See-saw                                                       | 1968                  | 14-12-1968            | 19              | 6            | Nr. 16 in de Single Top 100                                |
| The Weight                                                    | 1969                  | 15-03-1969            | tip             | -            |                                                            |
| I Can't See Myself Leaving You                                | 1969                  | 10-05-1969            | tip             | -            |                                                            |
| Share Your Love with Me                                       | 1969                  | 30-08-1969            | tip             | -            |                                                            |
| Eleanor Rigby                                                 | 1969                  | 13-12-1969            | tip             | -            |                                                            |
| Spanish Harlem                                                | 1971                  | 16-10-1971            | 2               | 9            | Nr. 1 in de Single Top 100                                 |
| Freeway of Love                                               | 1985                  | 03-08-1985            | 31              | 4            | Nr. 27 in de Single Top 100                                |
| Sisters Are Doin' It for Themselves                           | 1985                  | 02-11-1985            | 20              | 5            | met Eurythmics / Alarmschijf / Nr. 17 in de Single Top 100 |
| Who's Zoomin' Who                                             | 1985                  | 22-02-1986            | 30              | 4            | Nr. 39 in de Single Top 100                                |
| Jumpin' Jack flash                                            | 1986                  | 11-10-1986            | tip2            | -            | Nr. 48 in de Single Top 100                                |
| I Knew You Were Waiting (for Me)                              | 1987                  | 07-02-1987            | 1(3wk)          | 11           | met George Michael / Nr. 1 in de Single Top 100            |
| It Isn't, It Wasn't, It Ain't Never Gonna Be                  | 1989                  | 19-08-1989            | tip6            | -            | met Whitney Houston / Nr. 40 in de Single Top 100          |
| (You Make Me Feel Like) A Natural Woman                       | 1993                  | 25-09-1993            | 28              | 5            | Alarmschijf / Nr. 32 in de Single Top 100                  |
| A Deeper Love                                                 | 1994                  | 19-03-1994            | 31              | 3            | Nr. 34 in de Single Top 100                                |

### Dvd's
| Dvd's met hitnoteringen in de Nederlandse Music Top 30 | Datum van verschijnen | Datum van binnenkomst | Hoogste positie | Aantal weken | Opmerkingen |
| ------------------------------------------------------ | --------------------- | --------------------- | --------------- | ------------ | ----------- |
| The Legendary Concertgebouw Concert Amsterdam          | 2010                  | 27-11-2010            | 3               | 19           |             |

### NPO Radio 2 Top 2000
| Nummers met noteringen in de NPO Radio 2 Top 2000     | '99  | '00  | '01  | '02  | '03  | '04  | '05  | '06  | '07  | '08  | '09  | '10  | '11  | '12  | '13 | '14  | '15  | '16 | '17  | '18  | '19  | '20 | '21  | '22  | '23  | '24  |
| ----------------------------------------------------- | ---- | ---- | ---- | ---- | ---- | ---- | ---- | ---- | ---- | ---- | ---- | ---- | ---- | ---- | --- | ---- | ---- | --- | ---- | ---- | ---- | --- | ---- | ---- | ---- | ---- |
| I Knew You Were Waiting (For Me) (met George Michael) | 1360 | -    | 1309 | 1615 | -    | 1844 | 1915 | 772  | 1946 | 1493 | -    | -    | -    | -    | -   | -    | -    | -   | 1944 | 1040 | 1179 | 982 | 1166 | 1318 | 1158 | 1648 |
| I Say a Little Prayer                                 | 407  | 438  | 465  | 440  | 766  | 456  | 517  | 504  | 360  | 448  | 821  | 498  | 519  | 606  | 803 | 793  | 929  | 942 | 951  | 300  | 444  | 494 | 606  | 663  | 680  | 703  |
| Respect                                               | 402  | 447  | 518  | 409  | 314  | 254  | 418  | 588  | 313  | 367  | 715  | 342  | 434  | 665  | 598 | 782  | 813  | 790 | 842  | 245  | 346  | 418 | 446  | 632  | 574  | 863  |
| Spanish Harlem                                        | 1299 | 1225 | 1043 | 921  | 1122 | 949  | 876  | 1349 | 955  | 1039 | 1765 | 1253 | 1521 | -    | -   | -    | -    | -   | -    | -    | -    | -   | -    | -    | -    | -    |
| Think                                                 | 212  | 273  | 308  | 305  | 301  | 241  | 339  | 384  | 259  | 288  | 583  | 314  | 374  | 459  | 631 | 681  | 841  | 910 | 952  | 459  | 619  | 607 | 820  | 1010 | 907  | 933  |
| (You Make Me Feel Like) A Natural Woman               | -    | 965  | 902  | 970  | 779  | 406  | 498  | 677  | 578  | 588  | 815  | 436  | 684  | 1086 | 985 | 1080 | 1272 | 746 | 828  | 182  | 448  | 610 | 744  | 925  | 893  | 1038 |

1. ↑  Een '-' betekent dat het nummer niet was genoteerd en een vetgedrukt getal geeft de hoogste notering van een nummer aan.